# Яковлев, Григорий Иванович
Григорий Иванович Яковлев (1834 — 1894) — военный юрист Российской империи, постоянный член Главного военного суда, генерал-лейтенант.

## Биография
Яковлев родился в дворянской семье 4 июля 1834 года. Получив образование в Михайловском Воронежском кадетском корпусе и продолжив его в Дворянском полку, он 13 августа 1853 года поступил на военную службу с производством в поручики, а 22 авнуста следующего года был переведён в лейб-гвардии Финляндский полк чином подпоручика. Продолжая службу службу в полку, он был произведён в поручики (23 апреля 1861 года) и штабс-капитаны (19 мая 1863 года) и в 1863 году принял участие в подавлении восстания в Польше.
В 1866 году поступил на офицерские курсы Аудиторского училища, которые в следующем году были преобразованы в Военно-юридическую академию. Произведён 30 августа 1867 года в капитаны и в 1868 году окончил академию по 1-му разряду — 19-м в первом её выпуске.
Переименованный 3 ноября 1868 года в подполковники военно-судебного ведомства, Яковлев был назначен военным судьёй Киевского военного окружного суда и 30 августа 1870 года был произведён в полковники. В 1875 году переведён судьёй в Одесский военно-окружной суд. 

В июле — августе 1879 года председатель суда на процессе двадцати восьми революционеров-народников.

30 августа 1882 года произведён в генерал-майоры.
7 мая 1885 года Яковлев был назначен председателем Казанского военно-окружного суда, а при распространении действия нового военно-судебного устава на территорию Омского военного округа был 1 июня 1889 года перемещён на должность председателя Омского военно-окружного суда. 6 мая 1892 года он вернулся на прежний пост председателя суда в Казань, где 30 августа был произведён в генерал-лейтенанты.
5 июня 1893 года Яковлев был назначен одним из пяти постоянных членов Главного военного суда, однако проработал в его составе только год, скончавшись в 1894 году.

## Награды
За свою службу Яковлев был награждён многими орденами, в их числе:
- Орден Святого Станислава 3-й степени (1864 год)
- Орден Святого Станислава 2-й степени (1870 год)
- Орден Святой Анны 2-й степени (1873 год)
- Орден Святого Владимира 4-й степени (1878 год)
- Орден Святого Владимира 3-й степени (1880 год)
- Орден Святого Станислава 1-й степени (1885 год)
- Орден Святой Анны 1-й степени (30 августа 1888 года)
- Орден Святого Владимира 2-й степени (1890 год)